# スティーヴ・ベレスフォード
スティーヴ・ベレスフォード（Steve Beresford、1950年3月6日 - ）は、ヨーク大学卒のイングランドで活動するミュージシャンであり、ピアノ、電子楽器、トランペット、ユーフォニアム、ベース、トイピアノなどのさまざまなおもちゃの楽器を含む、多岐にわたる楽器を演奏している。音楽も幅広いジャンルを演奏してきた。おそらくフリー・インプロヴィゼーションで最もよく知られているが、映画やテレビの音楽も作曲しており、数多くのポップ・ミュージック・グループに関わっている。

## 略歴
ベレスフォードは、デレク・ベイリー率いるカンパニーのイベントや、デヴィッド・トゥープ、テリー・デイ、ピーター・キューザックとのオルタレイションズ (Alterations)、ナイジェル・クームスとロジャー・スミスとのスリー・プルオーバーズ (Three Pullovers)で演奏した。また、ギャヴィン・ブライアーズ、ブライアン・イーノと一緒にポーツマス・シンフォニアのメンバーも務めた。
ベレスフォードは、エヴァン・パーカー、ロル・コックスヒル、ジョン・ゾーン、ハン・ベニンクなどの著名なミュージシャンとフリー・インプロヴィゼーションを続けている。彼はスイス系アメリカ人のアーティストでミュージシャンであるクリスチャン・マークレーに広く協力しており、ロンドン・インプロヴァイザーズ・オーケストラのメンバーを務めている。
2010年からは、タニア・チェンやコメディアンのスチュワート・リーとのインディターミナシ― (不確定性を使用した音楽)や、ロンドンのロイヤル・アルバート・ホールにおける「BBCプロムス2012」でのイラン・ヴォルコフとのパフォーマンスなどを通じて、ジョン・ケージのさまざまな作品を演奏した。
また、レイ・デイヴィス、スリッツ、フランク・チキンズ、テッド・ミルトン、フライング・リザーズなど、数多くのポピュラー・ミュージシャンと仕事をしている。2015年、彼はノルウェーの歌手、ナタリ・サントルヴとのデュオ・プロジェクトを、ノルウェーのオスロで開催された「Blow Out!フェスティバル」で行った。
2012年、アーティストのためのポール・ハムリン賞を受賞した。彼はウェストミンスター大学の商業音楽コースの上級講師を務めている。
ベレスフォードの音楽と彼の教えは、10年以上にわたって英国の音楽コミュニティに影響を与えてきた。イギリスのソングライターでパフォーマーのケイティ・カーは、2001年にリリースされたデビュー・アルバム『Screwing Lies』の作成に関する最初のインスピレーションの源泉として、フリー・インプロヴィゼーション、実験音楽、ジョン・ケージ、ミュージック・コンクレート、ディアマンダ・ギャラス、スリッツに関連した音楽テーマに関するスティーヴ・ベレスフォードの講義を引用している。

## ディスコグラフィ

### リーダー・アルバム
- Teatime (1975年、Incus) ※with Nigel Coombes, John Russell, Dave Solomon, Garry Todd
- Whirled Music (1980年、Quartz Publications) ※with Paul Burwell, Max Eastley, David Toop
- White String's Attached (1980年、Bead) ※with Nigel Coombes
- 『ザ・バス・オブ・ サプライズ』 - The Bath of Surprise (1980年、Piano)
- Imitation of Life (1980年、Y) ※with Tristan Honsinger, Toshinori Kondo, David Toop
- Double Indemnity (1981年、Y) ※with Tristan Honsinger
- Deadly Weapons (1986年、Nato) ※with Tonie Marshall, David Toop, John Zorn
- Dancing the Line (1986年、Nato) ※with Anne Marie Beretta
- Avril Brise (1987年、Cinenato)
- Directly to Pyjamas (1987年、Nato) ※with Han Bennink
- L'Extraordinaire Jardin De Charles Trenet (1988年、Chabada)
- Pentimento (1989年、Cinenato)
- 『シグナルズ・フォー・ティー』 - Signals for Tea (1995年、Avant)
- Short in the U.K. (1996年、Incus) ※with Palmer, Stagner, Turner
- Cue Sheets (1996年、Tzadik)
- Fish of the Week (1996年、Scatter)
- Two to Tangle (1997年、Emanem) ※with Nigel Coombes
- Foxes Fox (1999年、Emanem) ※with Evan Parker, John Edwards, Louis Moholo
- 3 Pianos (2001年、Emanem) ※with Pat Thomas, Veryan Weston
- Cue Sheets II (2002年、Tzadik)
- Steve Beresford (2002年、Kabukikore)
- B + B with Han Bennink (2002年、Instant Composers Pool)
- Live at the Friends Meeting House (2003年、Planet Mu)
- Trap Street (2003年、Emanem) ※with Alan Tomlinson, Roger Turner
- Guarda Avanti (2003年、Hipshot) ※with Mike Cooper, Max Eastley, Viv Dogan Corringham, Lol Coxhill
- I Shall Become a Bat (2004年、Qbico)
- Ointment (2004年、Rossbin) ※with Tania Chen
- Check for Monsters (2009年、Emanem) ※with Okkyung Lee, Peter Evans
- Wels, Mulhouse, Paris & Lyon (2011年) ※with Noel Akchote, Andrew Sharpley
- Ink Room (2011年、Creative Sources) ※with Stephen Flinn, Dave Tucker
- Snodland (2011年、Nato) ※with Matt Wilson
- Indeterminacy (2012年、Knitted) ※with Tania Chen, Stewart Lee
- Berlin Toy Bazaar (2012年、Linear Obsessional Recordings) ※with Anna Homler, Richard Sanderson
- Overground to the Vortex (2013年、Not Two) ※with Francois Carrier, Michel Lambert, John Edwards
- Three Babies (2013年、Peira) ※with Martin Kuechen, Stale Liavik Solberg
- Passages (2014年、Op.50) ※with Shezad Dawoo
- Will It Float? (2015年、Va Fongool) ※with Russell, Edwards, Liavik Solberg
- Outgoing (2015年、FMR) ※with Francois Carrier, John Edwards, Michel Lambert
- Live at White Cube (2015年)
- Blow Out! (2015年、Konsertforeninga) ※with Paal Nilssen-Love, Stale Liavik Solberg
- Kontakte Trio (2017年、FMR) ※with Trevor Taylor, Ian Brighton
- Hesitantly Pleasant (2017年、Iluso) ※Mike Caratti, Rachel Musson
- Live in Prague (2017年) ※with Houtcamp, Blume
- Pleasures of the Horror (2018年、Bisou) ※with Eugene Chadbourne, Alex Ward
- All Will Be Said, All to Do Again (2019年、Regardless) ※with Sarah Gail Brand, John Edwards, Mark Sanders

## 参考
- Festival International de Musique Actuelle de Victoriaville in Canada:
- Christoph Wagner: Steve Beresford in “Neue Zeitschrift für Musik”,Schott Music,Mainz,Germany, 2007[6]